# Jan Svartvik
Jan Lars Svartvik, född 18 augusti 1931 i Fryksände, Värmlands län, död 18 juni 2024, var en svensk språkforskare och professor i engelska vid Lunds universitet 1970-1995. Han var författare till boken Engelska - öspråk, världsspråk, trendspråk (1999, ISBN 91-7227-021-7) och flera grammatikböcker som använts flitigt i engelskundervisningen i Sverige. Ett av hans forskningsområden var korpuslingvistiken. Svartvik var ledamot av Kungliga Vetenskapsakademien och av Kungliga Fysiografiska Sällskapet i Lund samt utländsk ledamot av Finska Vetenskaps-Societeten.
Jan Svartvik var far till teologen Jesper Svartvik.

## Priser och utmärkelser
- Augustpriset 1999[9]